# Ньюмен, человек будущего
«Ньюмэн, человек будущего» (другое название — «Папа-робот») — научно-фантастический семейный фильм 1991 года.

## Сюжет
Два парня, Джошуа (Джошуа Миллер) и Макс (Эдан Гросс) попытались изобрести полностью подвижного робота с передовым искусственным интеллектом, чтобы тот помогал по хозяйству их матери (Марсия Страссман). Однако после шутливого спиритического сеанса на Хэллоуин в робота вселяется дух их отца (Алан Тик). Мама мальчиков после смерти их отца сталкивается с финансовыми трудностями и выставляет их дом на продажу, чем они крайне недовольны.

## В ролях
- Марша Стрэссмен
- Джошуа Джон Миллер
- Эдан Гросс
- Джон Квэйд
- Сэм Беренс

## Съёмочная группа
- Режиссёр: Тони Куксон
- Продюсер: Бенни Корзен, Джоан Борстен, Джаст Бетцер
- Сценарист: Тони Куксон
- Композитор: Рэнди Миллер
- Оператор: Пол Эллиот